# Arrondissement Belley
Arrondissement Belley je francouzský arrondissement ležící v departementu Ain v regionu Rhône-Alpes. Člení se dále na 5 kantonů a 107 obcí.

## Kantony
od roku 2015:
- Ambérieu-en-Bugey
- Bellegarde-sur-Valserine (část)
- Belley
- Hauteville-Lompnes (část)
- Lagnieu (část)

před rokem 2015:
- Ambérieu-en-Bugey
- Belley
- Champagne-en-Valromey
- Hauteville-Lompnes
- Lagnieu
- Lhuis
- Saint-Rambert-en-Bugey
- Seyssel
- Virieu-le-Grand